# Ruki Tomita
Ruki Tomita (japanisch 冨田 るき Tomita Ruki; * 28. Dezember 2001 in Myōkō, Präfektur Niigata) ist eine japanische Snowboarderin. Sie startet in der Disziplin Halfpipe.

## Werdegang
Tomita wurde bei den Juniorenweltmeisterschaften 2018 in Cardrona Fünfte und bei den Juniorenweltmeisterschaften 2019 in Leysin Sechste in der Halfpipe. Im März 2019 siegte sie bei den World Rookie Finals am Kitzsteinhorn. Zu Beginn der Saison 2019/20 startete sie in Copper Mountain erstmals im Snowboard-Weltcup und belegte dabei den 12. Platz. Es folgten drei Top-Zehn-Platzierungen; sie erreichte damit den 21. Platz im Freestyle-Weltcup und den zehnten Rang im Halfpipe-Weltcup. Im Februar 2020 gewann sie bei der U.S. Revolution Tour in Mammoth und wurde bei den Burton US Open in Vail Dritte. Bei den Winter-X-Games 2021 wurde sie Sechste. In der Saison 2021/22 holte sie in Mammoth ihren ersten Weltcupsieg und errang bei den Olympischen Winterspielen 2022 in Peking den fünften Platz.

## Weltcupsiege
| Nr. | Datum          | Ort     | Disziplin |
| --- | -------------- | ------- | --------- |
| 1.  | 8. Januar 2022 | Mammoth | Halfpipe  |